# Eoin Reddan
Eoin Reddan (nacido en Limerick, República de Irlanda, el 20 de noviembre de 1980) es un jugador de rugby irladés que juega de medio melée. 
Reddan empezó a jugar al rugby a los 13 años de edad con Old Crescent.  Ganó caps con Munster tanto en nivel escolar como sub-19. Jugó en la Liga AIB tanto con Old Crescent como con Young Munster antes de firmar con Connacht en 2001. Volvió a Munster para firmar un contrato a tiempo completo en 2003 y debutó contra Leinster en la Liga Celta en septiembre de ese año, haciendo 27 apariciones en la liga durante dos temporadas. Se unió a los London Wasps en 2005, donde sucedió a Matt Dawson para convertirse en la primera elección como medio melée, ganando tanto la Heineken Cup en 2007 como la Guinness Premiership en 2008 con ellos, así como capitaneando al equipo en ausencia de Lawrence Dallaglio en 2007/08.
Se unió a Leinster en el verano de 2009 para un contrato de tres años.
Debutó internacionalmente en el Torneo de las Seis Naciones 2006 como reemplazo contra Francia en el Stade de France. Su primera titularidaad vino contra Argentina durante la gira de verano de ese año. Desplazó a Peter Stringer durante la Copa del Mundo de Rugby de 2007 en el equipo irlandés después del desastroso comienzo de campaña irlandés, jugando en los dos partidos finales de la fase de grupos, derrotar frente a Argentina y Francia. 
Su primera titularidad en el Seis Naciones fue en le victoria de Irlanda 16–11 contra Italia en 2008 consiguiendo el título de "hombre del partido" por su actuación. Fue luego reemplazado por Tomás O'Leary como primera elección para medio melée irlandés. Fue escogido para el equipo irlandés en la gira de verano de 2009 a América.
Para el partido de la Copa Mundial de Rugby de 2011 contra Australia, Reddan había reemplazado a O'Leary como la primera elección para el puesto de medio meléeen el XV de Irlanda. Marcó su segundo ensayo para Irlanda contra Escocia el 10 de marzo de 2012.
Reddan apareció en tres partidos del Torneo de las Seis Naciones 2013 como suplente, pero se rompió la pierna en el empate 13-13 con Francia que lo dejaría inactivo durante tres meses.
Ha sido incluido entre los 31 hombres que conforman la selección de Irlanda para la Copa Mundial de Rugby de 2015.